# Conus tacomae
Conus tacomae is een in zee levende slakkensoort uit het geslacht Conus. De slak behoort tot de familie Conidae. Conus tacomae werd in 2009 beschreven door Boyer & Pelorce. Net zoals alle soorten binnen het geslacht Conus zijn deze slakken roofzuchtig en giftig. Zij bezitten een harpoenachtige structuur waarmee ze hun prooi kunnen steken en verlammen.